# UFO: Enemy Unknown
UFO: Enemy Unknown (được đặt tên là X-COM: UFO Defense ở Bắc Mỹ) là một trò chơi video khoa học viễn tưởng chiến lược được Mythos Games và MicroProse xây dựng. Nó được MicroProse phát hành vào năm 1994 cho hệ điều hành DOS, Amiga và Amiga CD32 console, vào năm 1995 cho PlayStation. Bản phát hành PlayStation ở châu Âu mang tên X-COM: Enemy Unknown.
Kế hoạch ban đầu của Julian Gollop là tạo game kế tục của game Laser Squad của Mythos Games năm 1988: trò chơi này pha trộn giữa mô phỏng quản lý thời gian thực với chiến thuật theo lượt. Người chơi sẽ vào vai trò của người chỉ huy của X-COM - một tổ chức bí mật, bán quân sự quốc tế với mục đích bảo vệ trái đất khỏi cuộc xâm lược ngoài hành tinh. Trong suốt trò chơi, người chơi đóng vai trò lãnh đạo X-COM thực hiện một loạt các nhiệm vụ chiến thuật theo lượt. Ở quy mô chiến lược, người chơi chỉ đạo việc nghiên cứu và phát triển công nghệ mới, xây dựng và mở rộng các cơ sở của X-COM, quản lý tài chính và nhân sự, theo dõi và chống trả lại các hoạt động UFO.
UFO: Enemy Unknown được đánh giá cao và đã thành công về mặt thương mại, tạo ra hàng loạt các fan trung thành hâm mộ trò chơi này. Hàng loạt ấn phẩm đã coi UFO: Enemy Unknown là một trong những trò chơi điện tử hàng đầu từ trước đến nay, ngay cả IGN cũng xếp hạng nó là trò chơi máy tính tốt nhất của mọi thời đại vào năm 2000 và năm 2007. Game này là game đầu tiên và được đánh giá tốt nhất trong loạt game X-COM và đã tạo cảm hứng cho một số trò chơi tương tự, bao gồm UFO: Aftermath, UFO: Alien invasion, UFO: Extraterrestrials và Xenonauts. Một phiên bản làm lại của trò chơi, XCOM: Enemy Unknown, được Firaxis Games sản xuất và 2K Games phát hành vào năm 2012.